# Megantara Air
Megantara Air is een Indonesische luchtvrachtmaatschappij met haar thuisbasis in Jakarta.

## Geschiedenis
Megantara Air is opgericht in 2007.

## Vloot
De vloot van Megantara Air bestaat uit:(mei 2007)
- 1 Boeing B727-200(F)